# Littérature canadienne
 (octobre 2024).
La littérature canadienne est habituellement divisée en quatre grandes traditions :
1. La littérature canadienne-anglaise
2. La littérature canadienne-française (dans les provinces hors Québec) : Littérature franco-ontarienne, Littérature acadienne, mais aussi en Alberta, Manitoba, Ontario, Saskatchewan…
3. La littérature québécoise, jadis appelée Littérature de Montréal
4. La littérature autochtone

## Écrivains
- Liste d'écrivains canadiens
- Écrivains canadiens par genre, Écrivains canadiens par siècle
- Écrivains québécois
- Femmes de lettres canadiennes
- Liste d'écrivains du Québec
- (en) Paroliers de chansons du Québec
- Chanteurs canadiens, Chanteurs québécois francophones, Chanteurs acadiens
  - dont Leonard Cohen, Félix Leclerc, Jean-Pierre Ferland, Gilles Vigneault, Robert Charlebois, etc

## Œuvres
- Œuvres littéraires canadiennes par genre
- Romans canadiens

## Genres littéraires
- Théâtre du Canada (en), Liste de pièces de théâtre canadiennes (en)
- Poésie canadienne (en), Liste de poètes canadiens (en)
  - Poètes de la Confédération (en) (1867-1900)
  - Groupe de Montréal (en), poésie moderniste des années 1925-1940)

## Institutions
- Revues canadiennes
- Bibliothèques au Canada
- Bibliothèque publique juive (Montréal)

### Prix littéraires
- Prix de littérature de jeunesse du Conseil des Arts du Canada
- Prix littéraires au Canada
- Prix culturels au Canada
- Prix Riel (depuis 1983), Liste des récipiendaires du prix Riel (Manitoba)
- Combat des livres
- Festivals littéraires au Canada

### Organisations
- Regroupement des éditeurs franco-canadiens, RÉCF
- Société des écrivains canadiens
- Société des auteurs et compositeurs dramatiques (Canada)